# Poeciliopsis hnilickai
Poeciliopsis hnilickai es un pez de la familia de los pecílidos en el
orden de los ciprinodontiformes.

## Morfología
Los machos pueden alcanzar los 3,5 cm de longitud total.

## Distribución geográfica
Se encuentran en Norteamérica: México.